# Петерс, Амплий Карлович
А́мплий Ка́рлович Пе́терс (25.11.1824—08.01.1890) — генерал-лейтенант, участник Кавказской войны.

## Биография
Петерс Амплий Карлович родился 25 ноября 1824 года, дворянин.
Воспитывался в Михайловском артиллерийском училище, из которого был выпущен прапорщиком 8 августа 1842 года. Затем он прослушал курс офицерских классов училища.
Амплий Петерс 8 января 1846 года был переведён в гвардейскую пешую артиллерию, где 6 декабря 1847 года произведён был в подпоручики.
Служил на Кавказе и неоднократно принимал участие в боевых столкновениях с горцами.
28 января 1848 года он получает золотую полусаблю с надписью «За храбрость».
В 1849 году он поручик, а с 19 апреля 1853 года — штабс-капитан.
В 1854 год его производят в капитаны, и назначают командиром дивизионной    фейерверкерской школы гвардейской артиллерии, а 29 августа 1854 года — командиром батарейной имени великого князя Михаила Павловича батареи лейб-гвардии 1-й артиллерийской бригады.
7 января 1858 года Петерс был произведён в полковники.
А.К. Петерс 6 августа 1860 года пожалован флигель-адъютантом императора Александра II, в 1861 году сопровождал великого князя Николая Николаевича при поездке его в Кёнигсберг (Пруссия) на церемонию коронации короля Вильгельма;
22 марта 1863 года он был назначен командиром лейб-гвардии 1-й артиллерийской бригады. А.К. Петерса 19 апреля 1864 года произвели в генерал-майоры с назначением в свиту Его Императорского Величества.
Генерал  А.К. Петерс 23 декабря 1869 года занял пост помощника начальника, а с 4 ноября 1872 года начальника артиллерии Московского военного округа, и в этой должности оставался почти 10 лет, до 28 марта 1879 года.
Его 30 августа 1873 года, произвели в генерал-лейтенанты, а в 1878 году он получил Орден Белого Орла.
Проживал в городе Москве по адресу: Москва, Петербургское шоссе, Сущевская часть 2, участок 13.
После увольнения в 1879 году в запас генерал А.К. Петерс был зачислен по гвардейской пешей артиллерии с причислением к Главному Артиллерийскому управлению.
Умер генерал-лейтенант А.К. Петерс  8 января 1890 года на 66 году жизни в г. Ревеле, где он и погребён.
Его старший брат, генерал-лейтенант Эрнст Карлович Петерс, с отличием участвовал в Крымской войне и был награждён орденом св. Георгия 4-й степени.

## О Петерсе А.К.
1. Платов А., Кирпичев л. Исторический очерк образования и развития артиллерийского училища. С-Пб. 1870.
2. Милорадович Г.А. Список лиц свиты их величеств с царствования имп. Петра 1 по 1886 год. С-Пб.1886.
3. Формулярный список; Список по старшенству генералитета гвардейской полевой и казачей артиллерии. С-Пб. 1888. Стр 87-89.
4. «Новое время». С-Пб. 1890 Г., №4982.
5. Потоцкий п. Столетие российской конной артиллерии. С-Пб, 1894 г. стр 366.
6. Русский биографический словарь (РБС). В 25 т. (под наблюдением А.А. Половцова. 1896- 1918). Т. 13, С-Пб., 1902, стр 625-626.
7. Федоренко В.И. Свита российских императоров, кн. 2, Красноярск-Москва. 2005, стр 179.
8. Волков C.В. Генералитет Российской Империи. Т 2. М., 2009, стр 296.
9. Б.Г. Петерс. Из прошлого. М. 2013. стр. 364-367.